# 塔之岪站
塔之岪站（日语：／ Tō-no-Hetsuri eki */?）是位於福島縣南会津郡下鄉町大字弥五島字下林，會津鐵道的會津線車站。

## 歷史
- 1960年（昭和35年）4月29日 - 作為日本國有鐵道会津線臨時乘降所，僅在部分時段營業。
- 1969年（昭和44年）11月17日 - 廢站。
- 1988年（昭和63年）4月27日 - 作為会津鐵道会津線的正式車站啟用。

## 車站構造

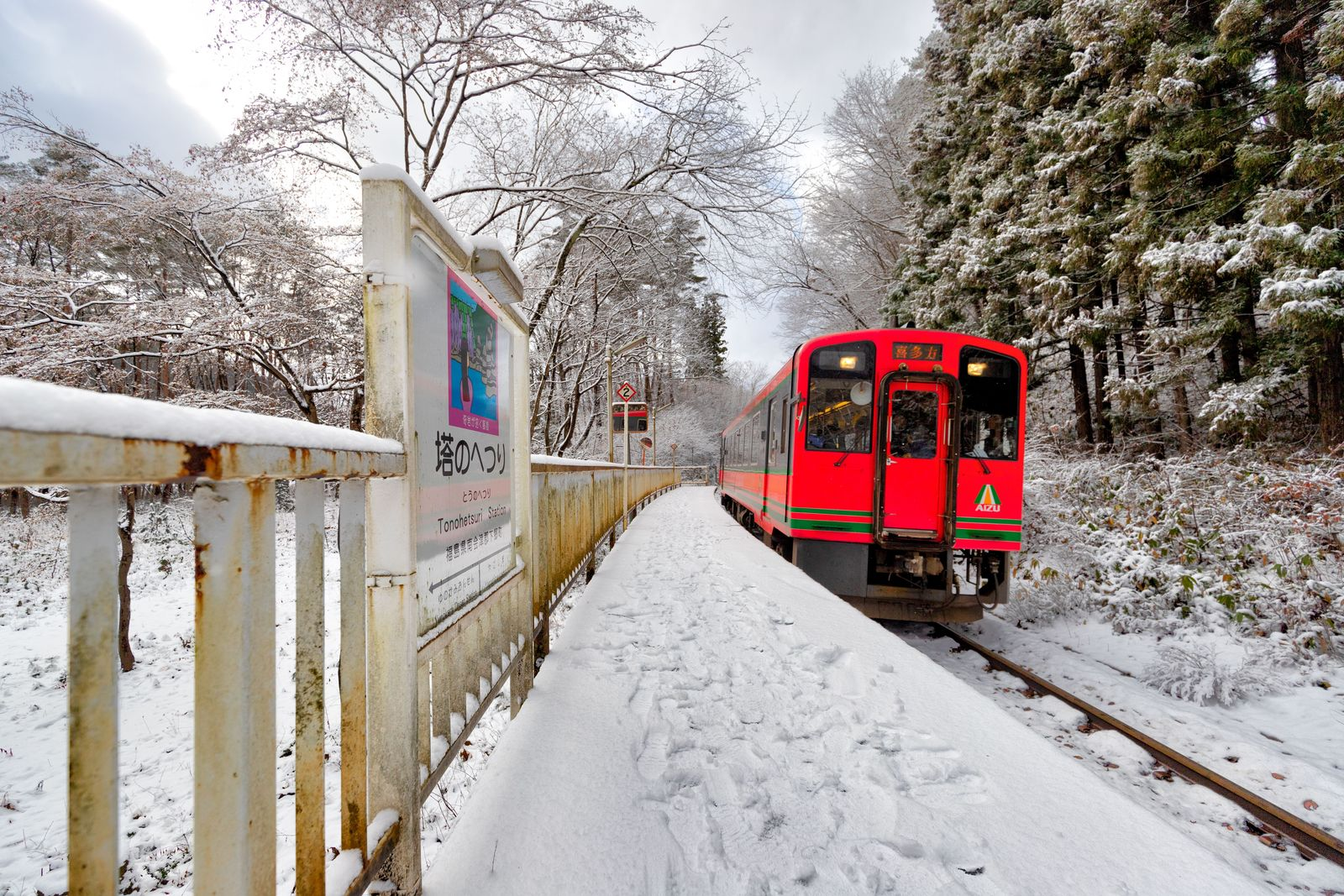
月台（2019年12月）

此站是地面車站，設有1面1線的單式月台。此站是無人車站。站名牌上標記了「奇岩招来的藤娘」。沿著下行方向前進時，左側設有月台，該月台靠近會津若松一側設有出入口。車站大樓則位於月台出來後的左側。

## 使用狀況
在2015年度的1日平起乘車人次為33人。
| 乘車人員變化 | 乘車人員變化 |
| 年度         | 1日平均人次  |
| ------------ | ------------ |
| 2000         | 36           |
| 2001         | 38           |
| 2002         | 36           |
| 2003         | 49           |
| 2004         | 63           |
| 2005         | 68           |
| 2006         | 77           |
| 2007         | 77           |
| 2008         | 71           |
| 2009         | 68           |
| 2010         | 58           |
| 2011         | 19           |
| 2012         | 36           |
| 2013         | 44           |
| 2014         | 49           |
| 2015         | 33           |

## 車站周邊
- 塔之岪（日语：塔のへつり）
- 国道121号（日语：国道121号）

## 其他
- 作為距離塔之岪最近的車站，本站於2002年（平成14年）認定為東北車站百選之一。
- 2008年（平成20年）播放的電視劇 鐵道搜查官（日语：鉄道捜査官）第9集在本站取景。

## 相鄰車站
會津鐵道
■會津線
□快速「接力號」
湯野上溫泉－塔之岪－會津下鄉
□快速「AIZU山特快」、■普通（包括「接力號」）
湯野上溫泉－塔之岪－彌五島

## 注腳
1. ↑  第131回福島県統計年鑑 （页面存档备份，存于）（日語）

## 外部連結
- 塔之岪站 （页面存档备份，存于）（日語）